# Pyradena mirifica
Pyradena mirifica là một loài bướm đêm trong họ Crambidae.